# Puccinellia fasciculata
Puccinellia fasciculata là một loài thực vật có hoa trong họ Hòa thảo. Loài này được (Torr.) E.P.Bicknell miêu tả khoa học đầu tiên năm 1908.

## Hình ảnh

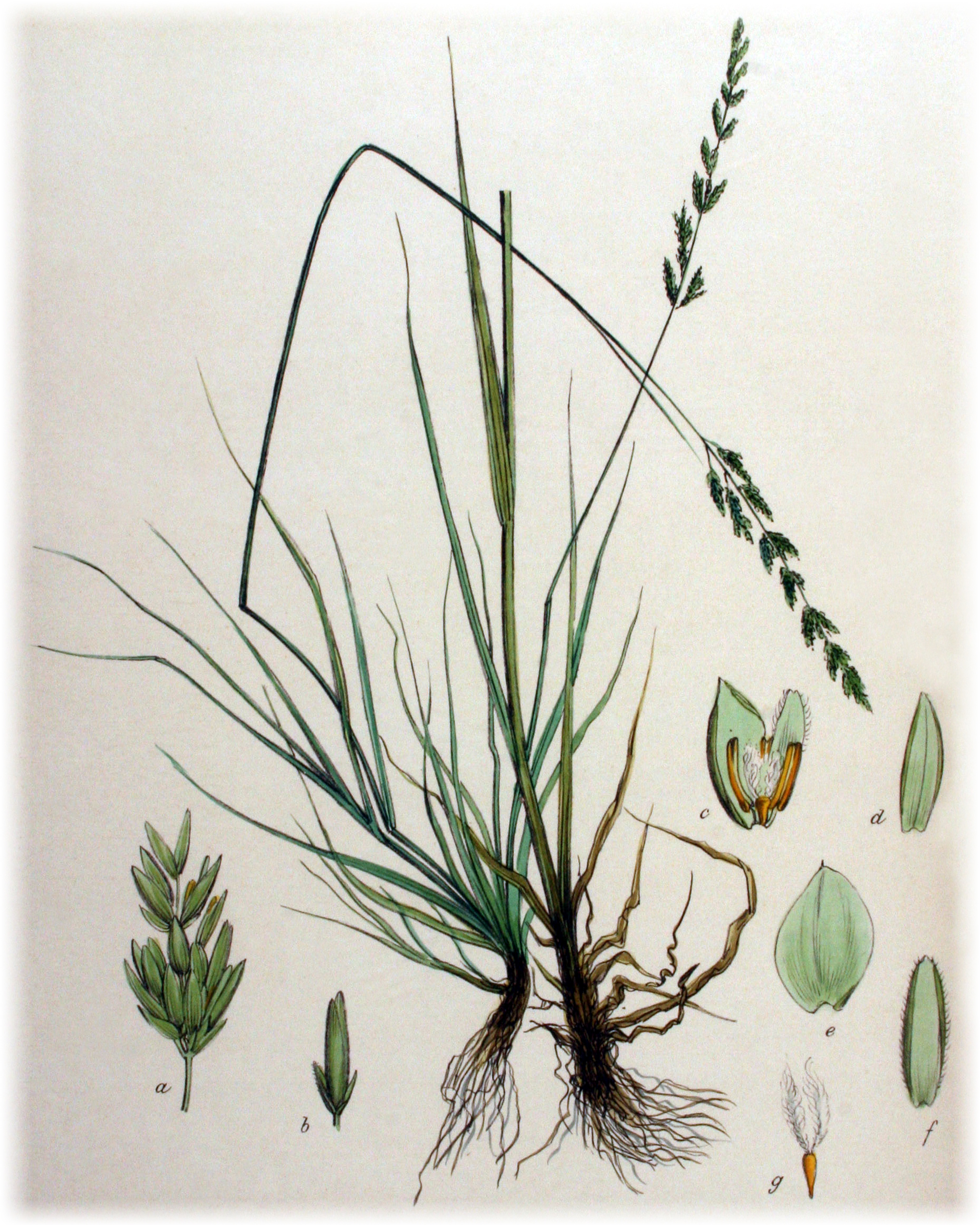
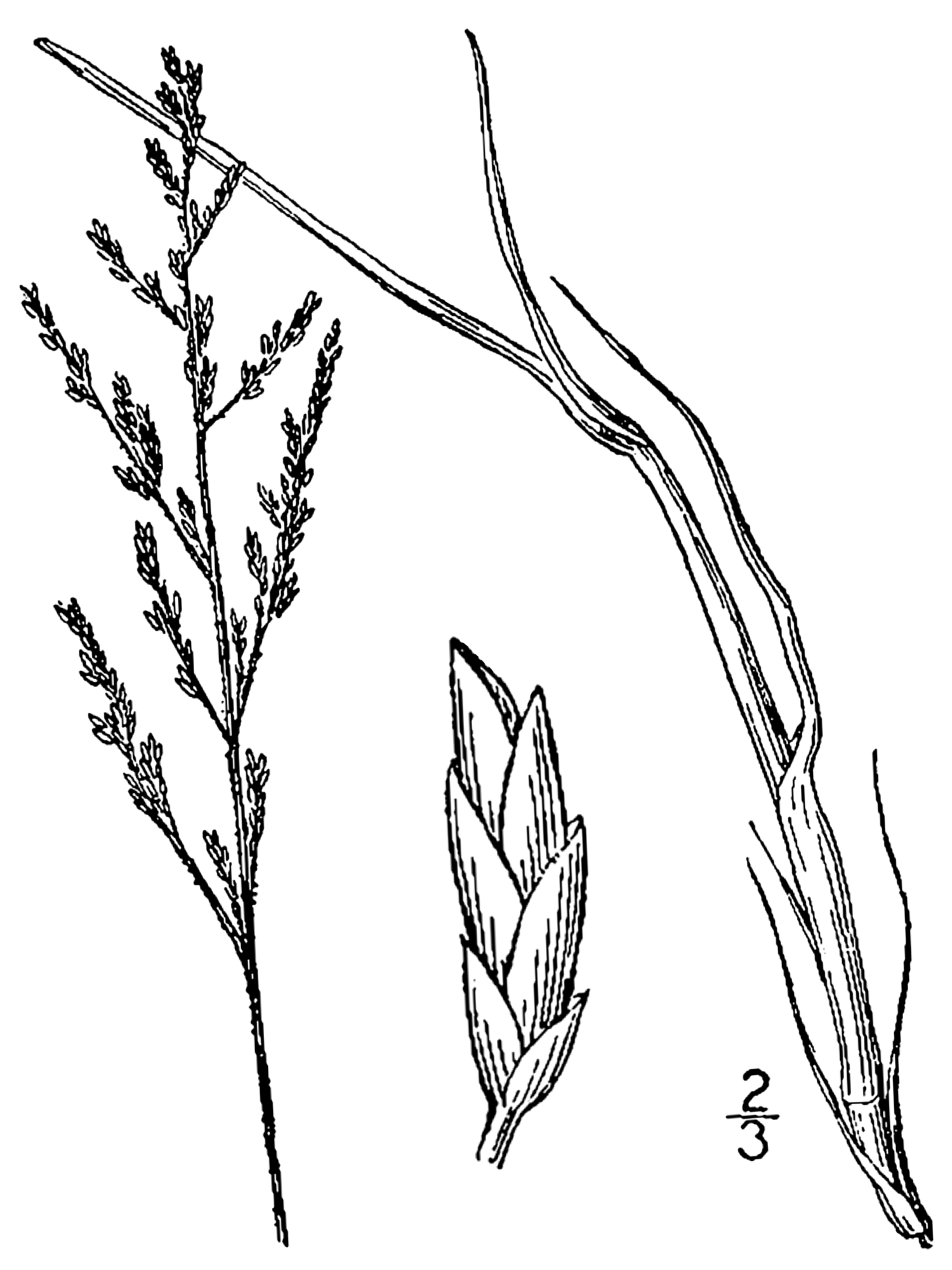
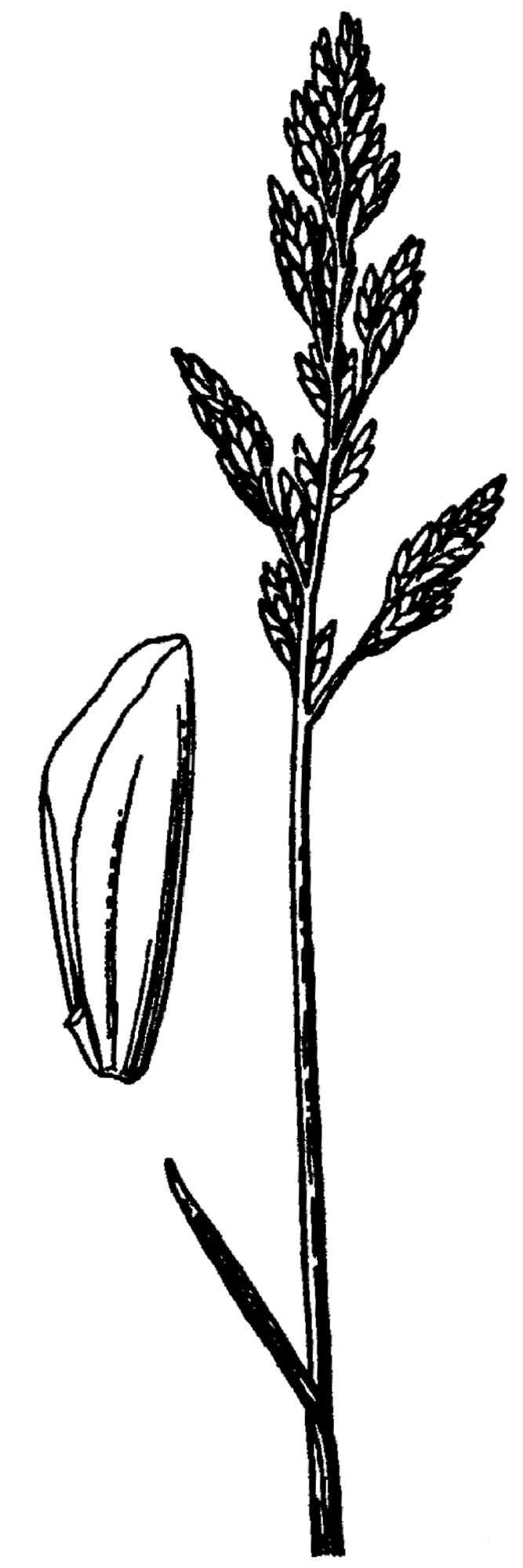